# مولينيكوس
بلدية مولينيكوس (بالإسبانية: Molinicos) هي بلدية تقع في مقاطعة البسيط التابعة لمنطقة كاستيا لا مانتشا وسط إسبانيا.

## الديموغرافيا
بلغ عدد سكان بلدية مولينيكوس 1.050 نسمة عام 2011 (وفقاً للمعهد الوطني الإسباني للإحصاء).
| 1.444 | 1.373 | 1.232 | 1.164 | 1.147 | 1.091 | 1.050 |

## صور

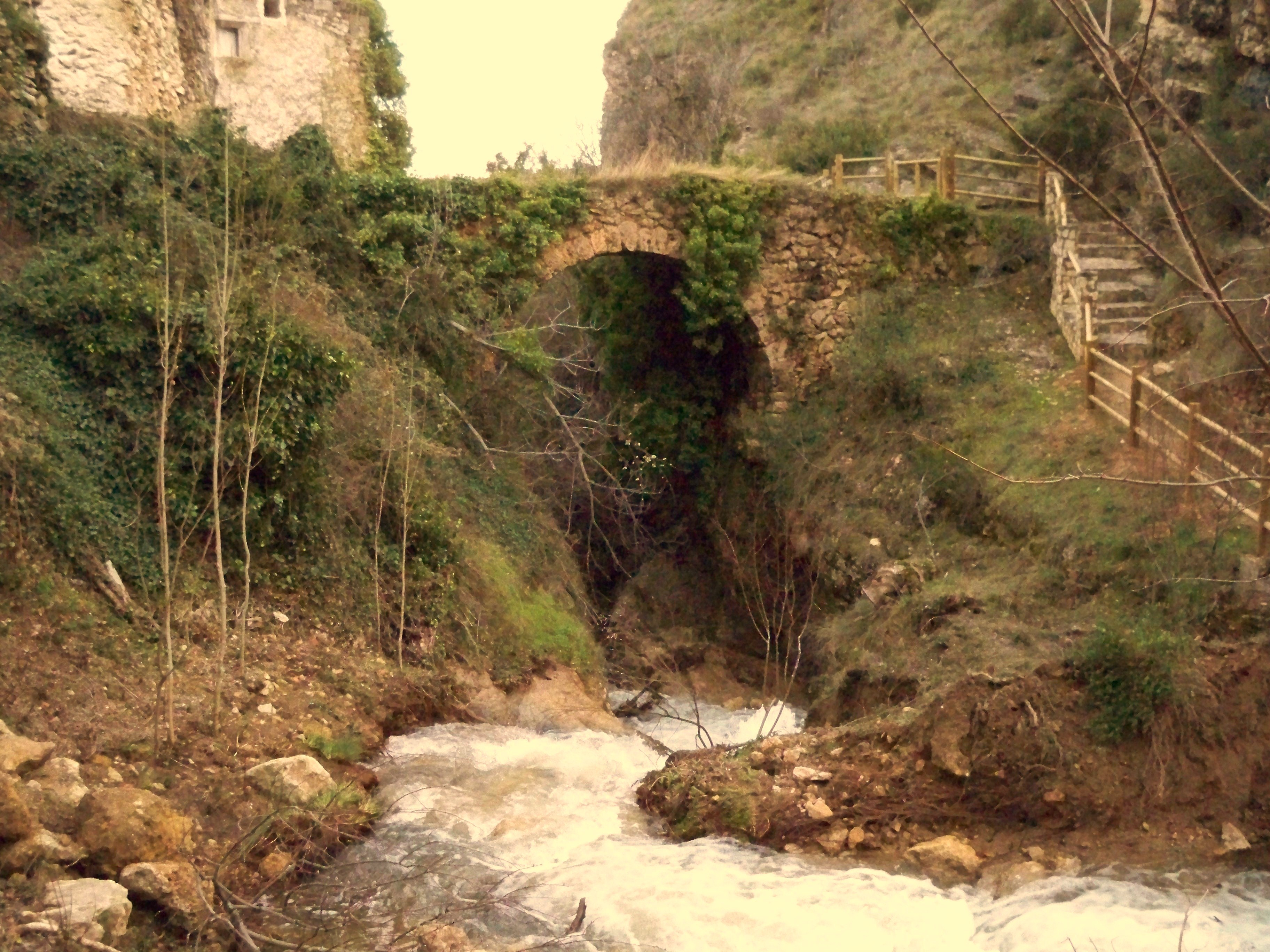
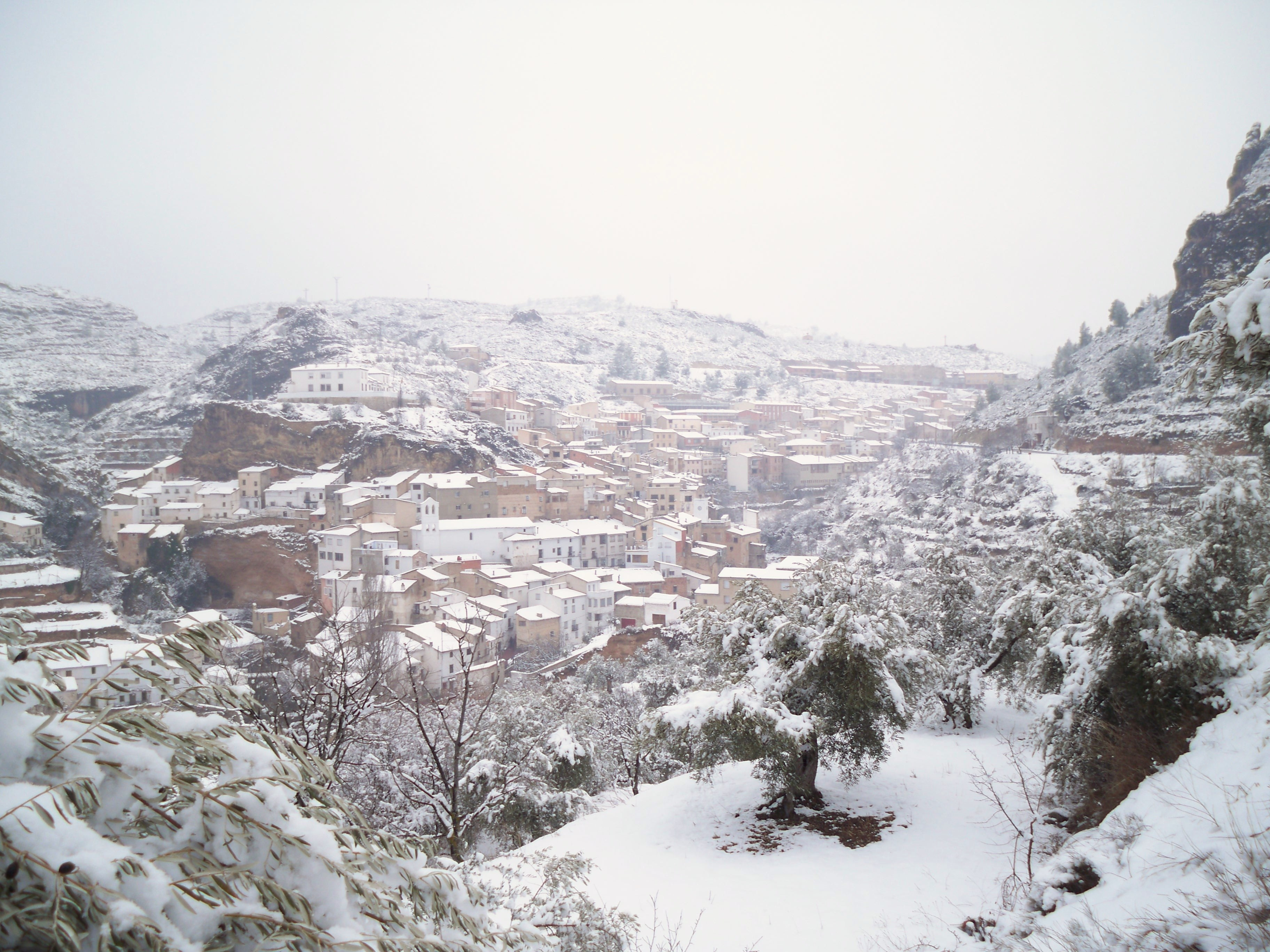
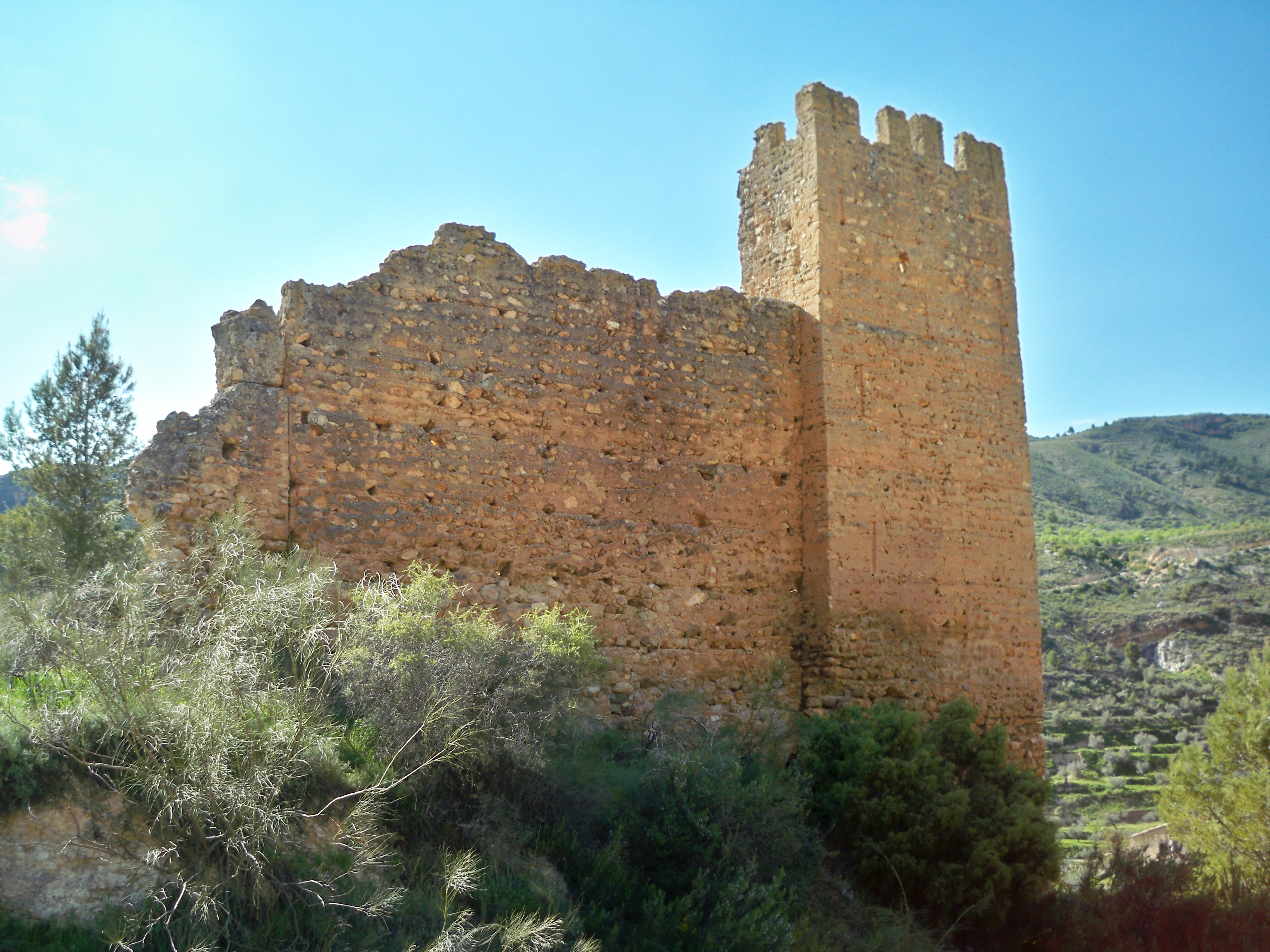
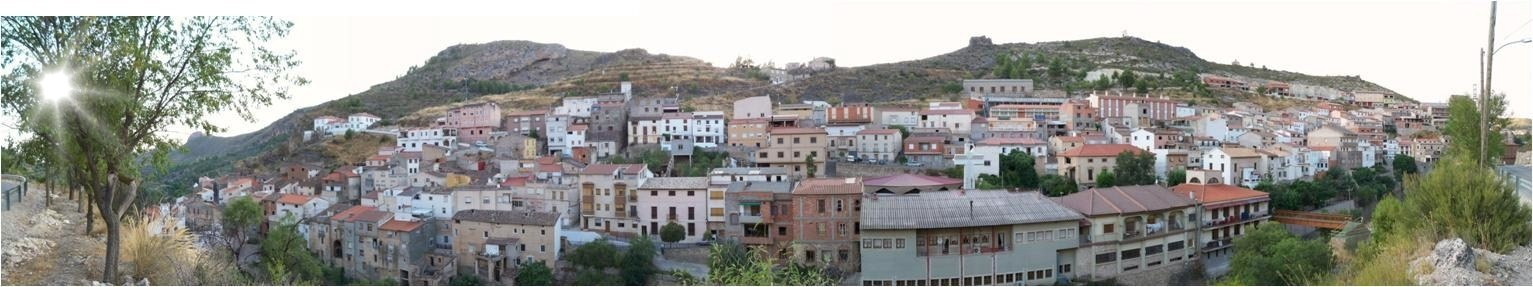